# Andrzej Cebula
Andrzej Cebula (ur. 23 lipca 1954 w Sandomierzu) – polski pisarz-regionalista, dziennikarz, przewodnik oraz instruktor przewodnictwa PTTK, w roku 2006 odznaczony srebrną honorową odznaką PTTK, a w roku 2023 odznaką honorową „Zasłużony Przewodnik PTTK”.

## Życiorys
Syn Stanisława i Anny Kwiecień. W latach 1961–1969 uczęszczał do Szkoły Podstawowej w Złotej, pow. sandomierski. Absolwent sandomierskiego Technikum Budowlanego (1974), studiował górnictwo odkrywkowe w krakowskiej Akademii Górniczo-Hutniczej im S. Staszica. Pracował jako sztygar zmianowy w kopalni siarki w Piasecznie. 
Od 1997 jest przewodnikiem świętokrzyskim PTTK, a od roku 2009 instruktorem przewodnictwa PTTK, a także był członkiem Komisji Rewizyjnej Wojewódzkiego Porozumienia Oddziałów PTTK Regionu Świętokrzyskiego w Kielcach. Od 2013 do 2017 członek Zarządu Oddziału PTTK w Sandomierzu oraz od marca 2013 do kwietnia 2017 członek Zarządu Koła Przewodników Świętokrzyskich w Sandomierzu. W latach 2011–2013 pełnił funkcję prezesa Fundacji Kultury i Tradycji Europejskiej Paradosi w Sandomierzu. Jest redaktorem naczelnym i zarazem wydawcą lokalnego czasopisma Sandomierska Strefa, a od roku 2013 także prezesem regionalnego Stowarzyszenia Sandomierska Strefa mającego siedzibę w Andruszkowicach k/Sandomierza.
Jest kolekcjonerem starych przedmiotów użytkowych (w swoich zbiorach posiada między innymi kilkaset żelazek na węgiel i duszę). Interesuje się dziejami Sandomierszczyzny. Był nominowany do tytułu człowieka roku województwa świętokrzyskiego w 2013 i 2014. Wyróżniony w XXVI edycji Konkursu o Nagrodę i Medal Zygmunta Glogera w Łomży roku 2015. Nominowany do honorowego tytułu „Sandomierzanin Roku 2016” i „Sandomierzanin Roku 2017”.

## Odznaczenia
Odznaczony Brązowym i Srebrnym Krzyżem Zasługi oraz Srebrną Odznaką Honorową „Zasłużony dla Budownictwa i Przemysłu Materiałów Budowlanych”. W 2021 został uhonorowany Brązowym Medalem „Zasłużony Kulturze Gloria Artis”. 

## Twórczość

### Samodzielne publikacje książkowe
- Andruszkowice (monografia miejscowości), Sandomierz 2011, ISBN 978-83-62661-23-7.
- Figury, krzyże i kapliczki przydrożne w gminie Samborzec, Sandomierz 2012, ISBN 978-83-62661-82-4.
- Gorzyczany (monografia miejscowości), Sandomierz 2014, ISBN 978-83-7950-263-9.
- Zarys historyczny miejscowości gminy Samborzec, Sandomierz 2015, ISBN 978-83-8064-080-1.
- Słownik gwary sandomierskiej, Sandomierz 2017, ISBN 978-83-8064-243-0.
- Słownik gwary sandomierskiej, Sandomierz 2018, ISBN 978-83-8064-513-4.
- Kiedy dojrzeją porzeczki?, Sandomierz 2020, ISBN 978-83-8064-817-3.
- Jarmark w Sandomierzu, Sandomierz 2022, ISBN 978-83-8064-860-9.
- Życie na krawędzi. Wincenty Cebula ps. ,,Wiatr”, Sandomierz 2024, ISBN 978-83-8064-935-4.

### Publikacje we współautorstwie i wydawnictwach zbiorowych
- Samborzeckie urokliwości, Samborzec 2011;
- Historia zmagań wojennych w 1809 roku. Bitwa Wrzawska, Sandomierz 2009;
- Czasopismo „Sandomierska Strefa” 2011-2014, Sandomierz 2015;
- Czasopismo „Sandomierska Strefa” 2015, Sandomierz 2016;
- Czasopismo „Sandomierska Strefa” 2016, Sandomierz 2017.

### Wstępy i posłowia
- Małgorzata Ogorzałek, Andrzej Sarwa – dorobek i osiągnięcia w 40. rocznicę pracy twórczej, wstępem opatrzył Andrzej Cebula, Sandomierz 2015, ISBN 978-83-60084-25-0.

### Czasopisma i gazety
Kilkadziesiąt artykułów opublikował na łamach:
- Sandomierskiej Strefy (Sandomierz-Andruszkowice),
- Tygodnika Nadwiślańskiego (Tarnobrzeg),
- Zeszytów Przewodnickich Koła Przewodników PTTK w Sandomierzu (Sandomierz)